# سپیشسکه پدهرادیه
سپیشسکه پدهرادیه (به آلمانی: Kirchdorf) یک شهرک در اسلواکی با جمعیت ۳٬۸۲۶ نفر است که در Levoča District واقع شده‌است.

## نگارخانه

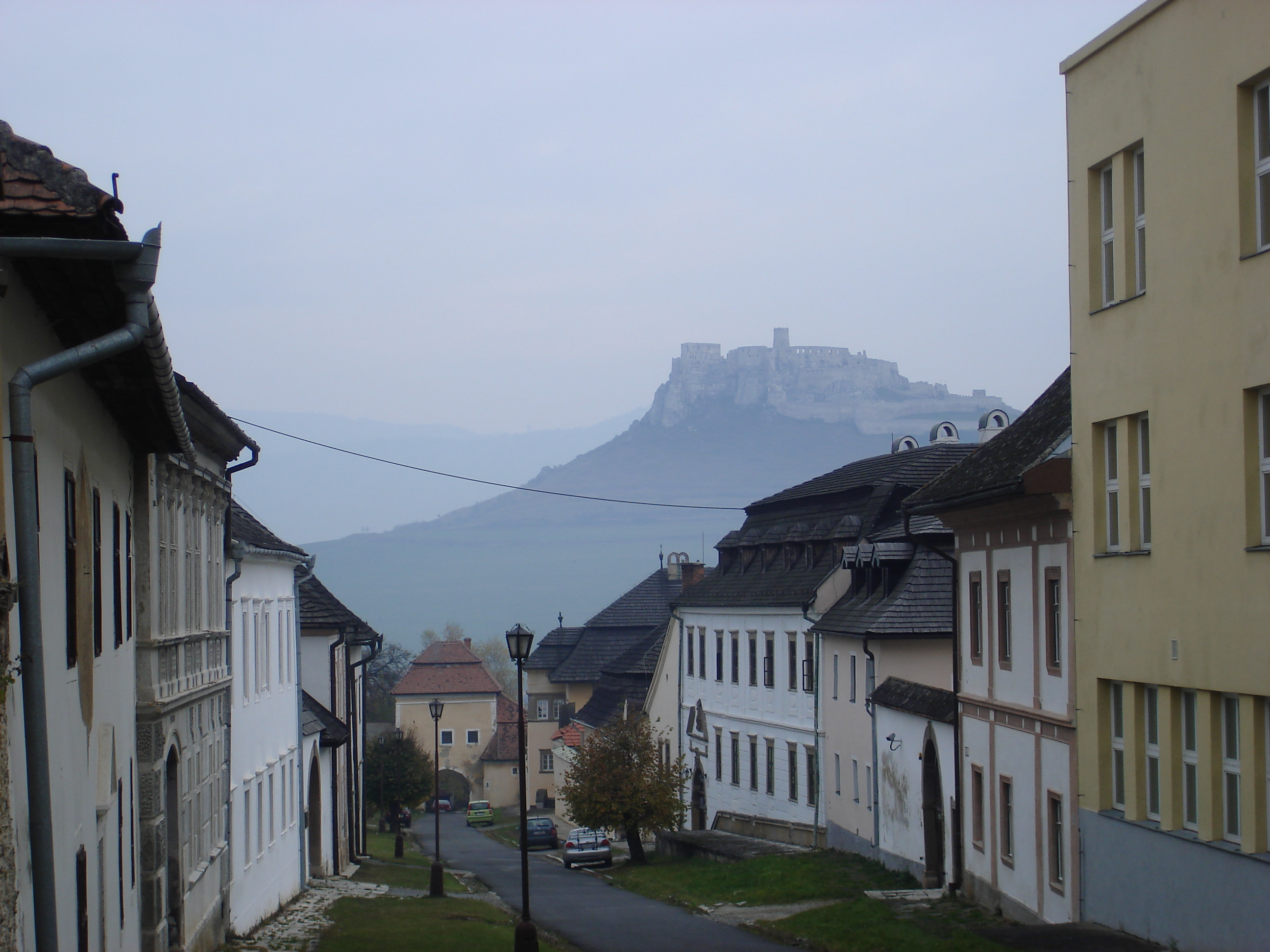
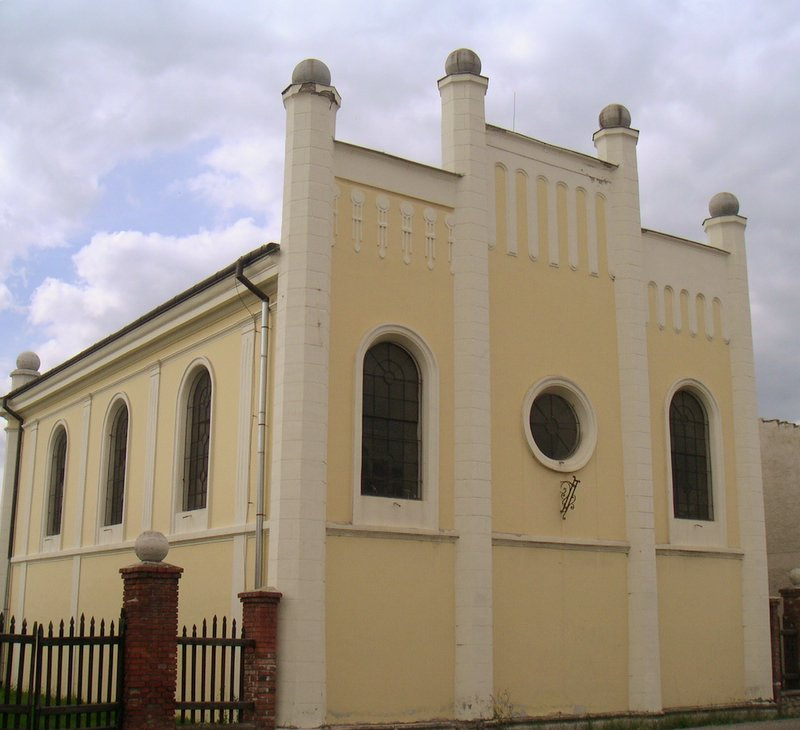
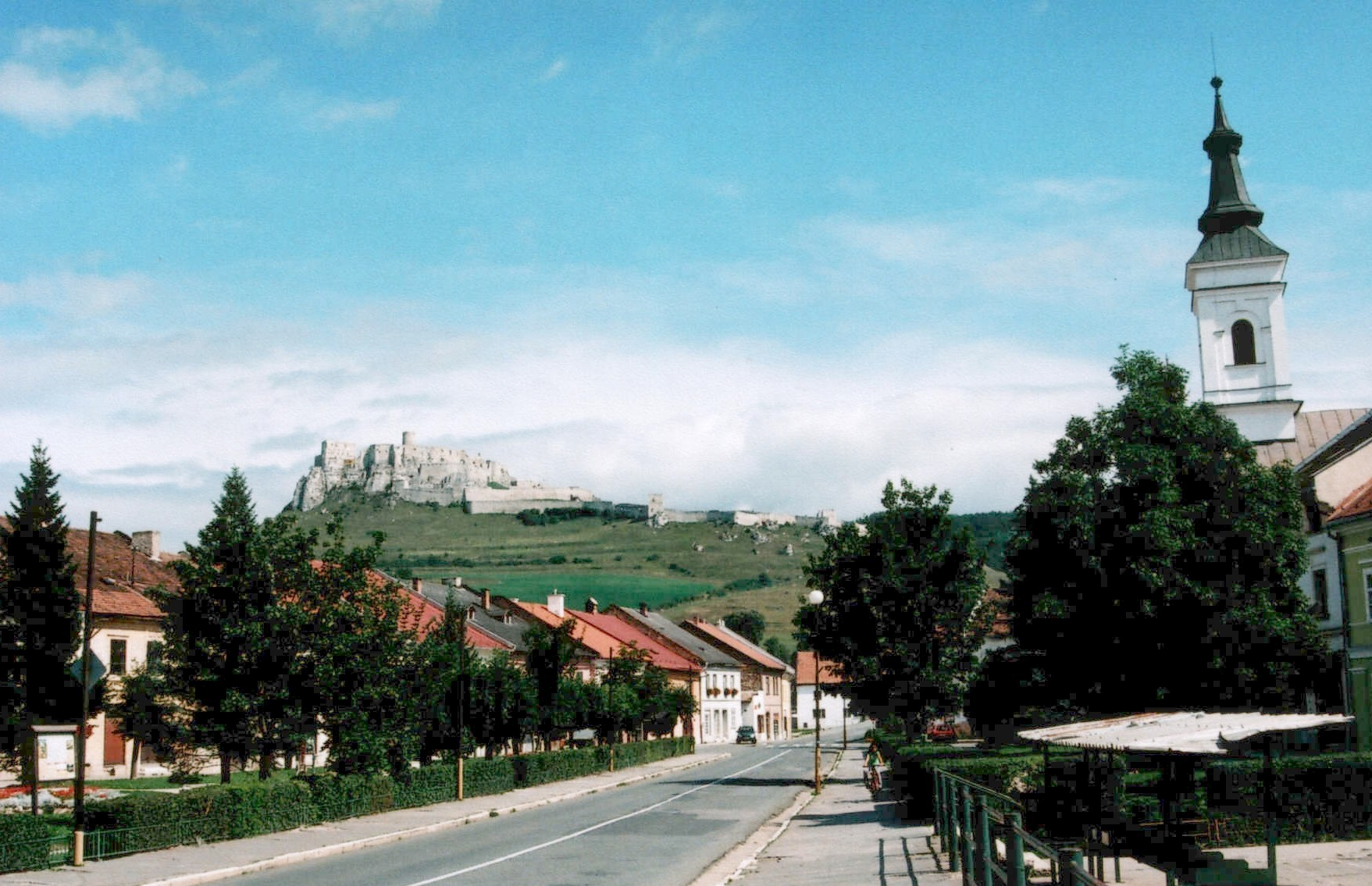